# Max Andersson (serieskapare)
Ola Max Arild Andersson, född 29 juli 1962 i Karesuando, är en svensk serieskapare och kortfilmsregissör.

## Biografi
Han har utbildat sig i grafisk formgivning på RMI-Berghs i Stockholm under åren 1982 till 1984, därefter har han studerat filmproduktion vid New York University. Max Andersson bor och arbetar i Berlin.
Under 1970-talet och det tidiga 80-talet tecknade han relativt konventionella humorserier som "Hjalmars gäng" i dagstidningen Barometern och den komiska fantasyserien "Före isen" i Svenska Serier. I mitten av 1980-talet bytte han stil och började sin långa produktion av egensinniga, surrealistiska och mörka alternativserier. 
Max Andersson har publicerats i Dagens Nyheter, Aftonbladet, Le Monde Diplomatique, Strapazin, Lapin, Zero Zero, Galago, samt Death and Candy, en amerikansk serietidning med enbart Anderssons material, utgiven av Fantagraphics. 
Hans serier har även samlats i album. Bland dem kan nämnas "Döden", "Vakuumneger", "Pixy" (som getts ut på inte mindre än nio olika språk) och "Bosnian Flat Dog" (tillsammans med Lars Sjunnesson). Han har också producerat en lång räcka kortfilmer som rönt framgång och för vilka han vunnit internationella priser och medverkade 1999 i filmen Killer.berlin.doc.